# Pracovní sobota v Maďarsku
Pracovní sobota v Maďarsku je taková sobota, která předchází nebo následuje týdnu, ve kterém připadl svátek na úterý nebo čtvrtek. V takovém případě se víkend nejbližší svátku prodlužuje na čtyři dny, tj. pondělí před svátkem či pátek po svátku se počítá jako den pracovního volna (platí sobotní jízdní řády a otevírací doby). Tento volný den se pak nahrazuje sobotou.
Příklad: V roce 2014 připadl 1. květen (svátek) na čtvrtek, v pátek 2. května bylo volno. Sobota 10. května 2014 byla pracovní den.
V roce 2020 budou pracovními sobotami dny 29. srpna a 12. prosince.